# (3140) Stellafane
(3140) Stellafane (1983 AO; 1949 PA; 1952 DR1; 1962 CP; 1976 UW3; 1978 EU3; 1979 HR5) ist ein ungefähr 20 Kilometer großer Asteroid des äußeren Hauptgürtels, der am 9. Januar 1983 vom US-amerikanischen Astronomen Brian A. Skiff am Lowell-Observatorium, Anderson Mesa Station (Anderson Mesa) in der Nähe von Flagstaff, Arizona (IAU-Code 688) entdeckt wurde. Er gehört zur Eos-Familie, einer Gruppe von Asteroiden, die nach (221) Eos benannt ist.

## Benennung
(3140) Stellafane wurde nach Stellafane, einem jährlichen Teleskophersteller-Treffen in Vermont, benannt. Es gilt weltweit als herausragendes Treffen für Teleskopdesign und Innovation. Die Benennung wurde von P. L. Dombrowski vorgeschlagen.